# Soldaten och Jenny
Soldaten och Jenny (danska: Soldaten og Jenny) är en dansk dramafilm från 1947 i regi av Johan Jacobsen. I huvudrollerna ses Poul Reichhardt och Bodil Kjer. 

## Handling
Robert (Poul Reichhardt) är soldat och sitter ensam på en bar, där beklagar han sig för bartendern (Per Buckhøj) över sin situation och sakernas tillstånd. Då kliver den överlägsne chauffören Gustav (Gunnar Lauring) in på baren och kort därefter också hans damsällskap, den vackra och tystlåtna expediten Jenny (Bodil Kjer). Gustav försöker att dricka Jenny full för att kunna förföra henne, vilket leder till bråk mellan Gustav och Robert. Robert lämnar sedan baren tillsammans med Jenny, sympati har uppstått mellan två lätt kantstötta och ensamma människor.

## Rollista
- Poul Reichhardt - Robert Olsen, trädgårdsmästare, värnpliktig soldat
- Bodil Kjer - Jenny Christensen, expedit
- Johannes Meyer - Frederik Christensen, Jennys far
- Maria Garland - Henriette Christensen, Jennys mor
- Elith Pio - Olaf Knauer, statsadvokat
- Karin Nellemose - Birgit Knauer, Olaf Knauers hustru
- Gunnar Lauring - Gustav Skow, Knauers chaufför
- Kirsten Borch - Hedvig, hembiträde hos familjen Knauer
- Sigfred Johansen - Gunner E. Richter, advokat
- Birgitte Reimer - Gerda, hembiträde hos Richter
- Svend Methling - Sveistrup, "den gale sagfører"
- Jacob Nielsen - servitör
- Gyrd Löfquist - polis
- Jessie Rindom - hustru till trädgårdsmästare Hansen
- Per Buckhøj - Thomsen, bartender
- Carl Johan Hviid - personalchef
- Johan Jacobsen - man på taxicentralen
- Holger Juul Hansen - direktör
- Berit Erbe - expedit
- Ellen Margrethe Stein - Jennys överordnade

## Priser och utmärkelser
Filmen var 1948 den allra första att motta Bodilpriset för bästa danska film och Kjer och Reichhardt mottog också varsin Bodil för bästa kvinnliga respektive manliga huvudroll. Filmen är upptagen i Danmarks kulturkanon.

## DVD
Filmen är utgiven på DVD.